# 小坂町総合博物館郷土館
小坂町総合博物館郷土館（こさかまちそうごうはくぶつかん きょうどかん）は秋田県鹿角郡小坂町にある町立の郷土博物館である。屋外展示では小坂鉄道で使用されていた11号蒸気機関車、貴賓客車およびキハ2101号気動車が保存されていた。（現在はいずれも小坂鉄道レールパークに移設）

## 開館状況
- 開館時間：午前9時 - 午後5時（入館は午後4時30分まで）
- 休館日：月曜日（祝日の場合はその翌日）および冬期休業期間（12月20日 - 3月10日）
- 入館料：無料

## アクセス
- 秋北バス小坂停留所より徒歩3分。
- 東北自動車道 小坂ICより秋田県道2号大館十和田湖線経由1.2 km